# Le Frère, la Sœur et l'Autre
Pour plus de détails, voir Fiche technique et Distribution.
Le Frère, la Sœur et l'Autre (Entertaining Mr Sloane) est une comédie noire britannique réalisée par Douglas Hickox et sortie en 1970.
Il s'agit d'une adaptation de la pièce Le Locataire (Entertaining Mr Sloane) de Joe Orton créée en 1964.

## Synopsis
Kath est une femme solitaire d'âge moyen qui vit dans la banlieue de Londres avec son père vieillissant, Kemp, surnommé « DaDa ». Lorsqu'elle rencontre M. Sloane en train de bronzer et de faire de l'exercice sur une tombe dans le cimetière près de chez elle, elle l'invite à devenir son locataire. Peu après qu'il a accepté son offre, Kath le séduit. Son frère Ed, qui est très fermé, fait de lui le chauffeur de sa Pontiac Parisienne décapotable rose de 1959, avec un uniforme de cuir moulant. Kemp reconnaît en M. Sloane l'homme qui a tué son patron des années auparavant et le poignarde à la jambe avec un outil de jardinage.
M. Sloane prend plaisir à jouer au frère contre la sœur et à tourmenter le vieil homme. Il met Kath enceinte et Ed, jaloux, l'avertit de ne plus s'approcher d'elle. Lorsque M. Sloane assassine Kemp pour protéger son secret, ils le font chanter en le menaçant de le dénoncer à la police, à moins qu'il n'accepte de participer à un ménage à trois dans lequel il devient non seulement un partenaire sexuel, mais aussi leur prisonnier.

## Fiche technique
- Titre français : Le Frère, la Sœur et l'Autre ou Je ne suis qu'un playboy[1]
- Titre original espagnol : Entertaining Mr Sloane[2]
- Réalisateur : Douglas Hickox
- Scénario : Clive Exton
- Photographie : Wolfgang Suschitzky
- Montage : John Trumper
- Musique : Georgie Fame
- Décors : Michael Seymour, Harry Coldwell
- Production : Douglas Kentish
- Sociétés de production : Canterbury Film Productions
- Pays de production :  Royaume-Uni
- Langue originale : anglais britannique
- Format : couleurs par Technicolor - 1,85:1 - Son mono - 35 mm
- Durée : 94 minutes
- Genre : comédie noire
- Dates de sortie :
  - Royaume-Uni : 1er avril 1970[3]
  - France : 8 septembre 1971

## Distribution
- Beryl Reid : Kath
- Peter McEnery : Sloane
- Harry Andrews : Ed
- Alan Webb : Kemp